# 国家地方警察北海道本部
国家地方警察北海道本部（こっかちほうけいさつほっかいどうほんぶ）は、旧警察法時代に設置されていた北海道における都道府県国家地方警察であり、自治体警察が設置されていない地域を管轄区域とした。また、国家地方警察本部の地方部局である札幌警察管区本部が行政的調整およびその均斉を図っていた。
発足時は他都府県とは異なり、国家地方警察北海道本部の下に5つの方面本部（札幌・函館・旭川・釧路・北見）を設けていたが、1949年（昭和24年）1月に同北海道本部が廃止されてから、5つの方面本部は同札幌警察管区本部の行政管理下となった。また、各方面ごとに公安委員会が設置されて、各方面本部は国家地方警察都府県本部と同格の存在となった。
その後、小規模の自治体警察が主に財政的な理由により警察を返上することが多くなり、当該地域は国家地方警察が管轄することになった。加えて当初の地方自治の原則では対処しきれない大規模な不法暴力事案が国内で多発してきたことから、2本建ての警察制度を修正しようとする動きが出てきて、最終的には変則的な国会の採決で現行の警察法に移行した。

## 沿革
1945年（昭和20年）8月の第2次世界大戦の敗戦を経て、同年9月に発表された「降伏後に於ける米国の初期の対日政策」において根本的改革は決定的なものになり、内務省は民主警察制度全般の諸施策を講じていたが暫定的なものだったので、警保局に企画課を設置して英米など諸外国の制度の研究などの諸準備を進めた。
- 1946年（昭和21年）3月　連合国軍最高指令官総司令部（ＧＨＱ）は元ニューヨーク警視総監に都市警察を、ミシガン州警察部長に地方警察の調査を依頼
- 1946年（昭和21年）5月14日　都市警察調査団は札幌警察署で、地方警察調査団は中頓別警察署で組織および指揮系統を調査した模様、その後に両調査団は日本の警察制度の根本的改革に関する勧告案をＧＨＱに提出
- 1946年（昭和21年）10月　内務省が警察制度審議会を設置
- 1946年（昭和21年）11月9日　内務省は同審議会に警察制度の改善4点を諮問
- 1946年（昭和21年）12月23日　同審議会は従来の中央集権的制度を廃止して警察事務を大幅に地方へ移譲、地方分権化された民主的警察制度の確立を骨子とする詳細な答申をした

警察制度改革は国民生活に直接影響する重大問題であり、国民の関心は極めて強く活発な論争が展開された。特に同審議会または内務省警保局の考えとＧＨＱの意見は多くの相違があり、調整は容易に解決できず新憲法施行と同時に新警察制度を実施することは困難となった。
- 1947年（昭和22年）5月3日　日本国憲法および地方自治法が施行、警察はなお従前どおりとして地方自治法の附則で必要な暫定措置を講ずることになり、北海道庁警察部は「北海道警察部」に改称

- 1947年（昭和22年）7月　政府は関係閣僚から成る特別委員会を設置して、警察制度審議会の答申に検討を加えて幾度か改革試案を作成したが結局これを「警察制度改組計画」として
- 1947年（昭和22年）9月3日　ＧＨＱのマッカーサー元帥に非公式に提出（概略は次のとおり）
  - 国家と自治体の二本建警察、国家は全国に分散させて郡部を管轄、自治体は都市に設置
  - 両警察の分離は漸進的に行い、財政その他の準備ある大都市から逐次実施、これに伴い国家警察を縮小して総数3万人にする
  - 国家は中央本部として公安庁を持ち地方本部を8地区に置き、公安庁には総理大臣以外の責任大臣を置く
  - 警察員数と装備は連合国軍の駐屯との関連を考え、将来は独力で国内の秩序維持を担当するにふさわしい能力を具備させる必要がある

- 1947年（昭和22年）9月16日　同元帥から内閣総理大臣あてに書簡形式で見解が示されたが、政府方針には不満足の意であり新警察構想を示唆するとともに修正を要請された。（概略は次のとおり）
  - 警察を二本建にするのと警察力限度を12万5千人とすることは、全面的に賛成または承認する
  - 中央集権的形態の温存は、新憲法の精神および意図とまったく相容れないし民主的発展に対し害を与えると考えられるので、現存の警察力の地方委譲を遅延させるという考え方または必要性は認め難く不賛成
  - 高度に中央集権化された警察官僚を設置・維持することは、近代全体主義的独裁制の顕著な特徴
  - 終戦前の日本軍閥の最も強大な武器は、中央政府が行使した思想警察及び憲兵隊に対する絶対的権力、これにより軍は言論・集会・思想の自由を弾圧し、個人の尊厳を堕落させた
  - この状態を認識すれば過去における国家権力による警察力濫用の根本的是正をしなければならない、そのために憲法に盛られた地方自治の原則に則り警察制度は完全に地方分散することによりのみ達成できる。

このＧＨＱマッカーサー元帥からの書簡により、新警察制度論争には終止符を打ち、直ちに改革の根本方針が決定されて新法作成に向けて具体化した。政府は直ちに新法の作成に着手して、草案をＧＨＱに提案して検討を願い、数次の修正を加えて法案を固めた。
警察当局にとっては不満の点が多かったが、占領下においてこの法案が成立するのは明らかであったので、成立に向けて準備が行われた。　
- 1947年（昭和22年）9月30日　内務省からこの日を最初として矢継ぎ早に指示が発出
- 1947年（昭和22年）10月　北海道警察部警務課に事務局を設置して本格的な準備に着手
- 1947年（昭和22年）10月22日　内務省から法案の自治体警察設置に係る市街的町村の認定基準が提示
- 1947年（昭和22年）11月7日　内務省から法案の自治体警察設置に係る市街的町村の要件が提示
- 1947年（昭和22年）11月10日　政府が衆議院第1回国会に警察法（案）を提案
- 1947年（昭和22年）11月17日　衆議院の治安および地方制度委員会の審議では、警察の弱体化、自治体警察では将来に希望が持てず人材が集まらないのではないか、公安委員が少ない、など多くの意見が出された。これに内務省警保局長は民主的警察を作って地方分権を強化する建前は日本国民が取らざるを得ない立場であり、民主化のために必要なことと答弁
- 1947年（昭和22年）11月19日　同局長は、大きな制度の根本の枠を変更はできない。その枠内で不都合があるなら委員会で審議して適当に訂正するのは結構であると答弁
- 1947年（昭和22年）11月25日　当時の北海道は12市・65町・198村の計275であり、内務省はこのうちの12市および64町・2村に自治体警察を設置することとしたので、国家地方警察の管轄区域は1町196村となった。

- 1947年（昭和22年）12月17日　「警察法（昭和22年12月17日法律第196号）が公布」
- この法の要点は警察民主化の徹底および地方分権の強化であり、
  - 警察の責務を厳格に限定し、国民の生命・身体・財産の保護、犯罪の捜査、被疑者の逮捕、公安の維持にとどめた。
  - 警察管理の責任者は、国民を代表して選任された者による公安委員会とし、同委員会が執行の長たる警察長を任命するものとした。
  - 市及び人口5,000人以上の市街的町村に「自治体警察」を置いて、それ以外の地域は「国家地方警察」が管轄することとした。
- 1947年（昭和22年）12月27日　国家地方警察署の名称・位置及び管轄区域（北海道告示）が公示、北海道警察部は北海道庁処務規程の改正により7課1室から4部10課に改編、警察方面本部設置規程（北海道訓令第100号）により函館・倶知安・苫小牧・札幌・旭川・帯広・釧路・北見・稚内の9か所に方面本部が設置

国家地方警察の警察署の名称・位置及び管轄区域（昭和22年12月27日現在）
- 函館方面
  - 函館地区警察署（函館市） - 知内・茂別・大野・七飯・亀田・戸井・銭亀沢・尻岸内・椴法華
  - 森地区警察署（茅部郡森町） - 落部・砂原・鹿部・臼尻・尾札部
  - 瀬棚地区警察署（瀬棚郡瀬棚町） - 東瀬棚・太櫓・久遠・貝取澗
  - 江差地区警察署（桧山郡江差町） - 上ノ国・厚沢部・泊・乙部・熊石・奥尻
  - 松前地区警察署（松前郡松前町） - 吉岡・大沢・小島・大島
  - 函館水上地区警察署（函館市）
- 倶知安方面
  - 倶知安地区警察署（虻田郡倶知安町） - 南尻別・狩太・真狩・留寿都・喜茂別・京極
  - 岩内地区警察署（岩内郡岩内町） - 島野・前田・小沢・発足・泊・神恵内
  - 余市地区警察署（余市郡余市町） - 美国・余別・入舸・大江・赤井川・塩谷
  - 伊達地区警察署（有珠郡伊達町） - 洞爺・徳舜瞥・壮瞥
  - 寿都地区警察署（寿都郡寿都町） - 西島牧・東島牧・熱郛・歌棄・樽岸・黒松内・磯谷
- 苫小牧方面
  - 苫小牧地区警察署（勇払郡苫小牧町） - 幌別・白老・安平・厚真・鵡川・穂別
  - 門別地区警察署（沙流郡門別村） - 新冠・門別・平取・日高
  - 浦河地区警察署（浦河郡浦河町） - 三石・荻伏・様似・幌泉
- 札幌方面
  - 札幌地区警察署（札幌市） - 手稲・厚田・札幌・白石・広島・恵庭・篠路
  - 岩見沢地区警察署（岩見沢市） - 幌向・北村・月形・長沼・由仁・新篠津
  - 滝川地区警察署（空知郡滝川町） - 新十津川・江部乙・奈井江・浜益・浦臼
- 旭川方面
  - 旭川地区警察署（旭川市） - 江丹別・鷹栖・東鷹栖・比布・愛別・永山・当麻・上川・東旭川・東川・神楽・東神楽・神居
  - 名寄地区警察署（上川郡名寄町） - 和寒・剣淵・上士別・名寄・温根別・風連・下川・智恵文
  - 羽幌地区警察署（苫前郡羽幌町） - 鬼鹿・苫前・小平蘂・初山別・天売・焼尻
  - 深川地区警察署（雨竜郡深川町） - 雨竜・北竜・妹背牛・音江・秩父別・一已・納内・多度志・幌加内
  - 富良野地区警察署（空知郡富良野町） - 上富良野・中富良野・南富良野・山部・東山・占冠
- 帯広方面
  - 帯広地区警察署（帯広市） - 上士幌・士幌・鹿追・御影・川西・大正・中札内・更別・大樹・音更
  - 池田地区警察署（中川郡池田町） - 浦幌・豊頃・大津
  - 本別地区警察署（中川郡本別町） - 西足寄・足寄・淕別
- 釧路方面
  - 釧路地区警察署（釧路市） - 音別・白糠・阿寒・鶴居・標茶・釧路・昆布森・太田
  - 根室地区警察署（根室郡根室町） - 歯舞・和田・浜中・別海
  - 標津地区警察署（標津郡標津村） - 標津・中標津・羅臼
- 北見方面
  - 網走地区警察署（網走市） - 常呂・女満別・東藻琴・小清水・上斜里
  - 北見地区警察署（北見市） - 置戸・訓子府・相内・端野
  - 遠軽地区警察署（紋別郡遠軽町） - 白滝・丸瀬布・生田原・上湧別・下湧別・佐呂間
  - 興部地区警察署（紋別郡興部町） - 興部・雄武・西興部・渚滑・上渚滑
- 稚内方面
  - 稚内地区警察署（宗谷郡稚内町） - 宗谷・猿払・鬼脇・仙法志・鴛泊・沓形・香深・船泊
  - 中頓別地区警察署（枝幸郡中頓別村） - 中川・歌登・中頓別・頓別・常磐
  - 天塩地区警察署（天塩郡天塩町） - 豊富・幌延・遠別

（計9方面35地区警察署／1町196村）
この時点で北海道の警察組織は、35の国家地方警察署と78の自治体警察に細分化された。
（終戦時は51警察署であったが、国後と紗那の2署がソ連軍に占拠されて、警察制度改革前は49署だった）
- 地区警察署は、門別・標津・興部・中頓別の4署を除いて、庁舎はすべてその職権の及ばない自治体警察署の管轄区域に置かれた。これは当時の財政的理由で庁舎新築が困難、交通利便を考慮しての措置と思われる。

（例・・・函館方面の落部・砂原・鹿部・臼尻・尾札部の5村は森町に設置されて、森地区警察署と称された）

北海道警察部の分課および組織構成（4部10課／昭和22年12月27日現在）
- 総務部 - 秘書企画課・会計課
- 警務部 - 人事装備課・教養課
- 警備部 - 警備課・交通課・通信課
- 刑事部 - 刑事課・鑑識課・防犯統計課

- 1947年（昭和22年）12月31日　内務省が廃止されて残存事務は総理庁内事局が引継ぐ

国家地方警察札幌方面本部の組織構成および事務分掌（4係／昭和23年1月1日現在）
- 総務係 - 秘書調査課・会計課
- 警務係 - 人事装備課・教養課
- 刑事係 - 刑事課・鑑識課・防犯統計課
- 警備係 - 警備課・交通課・通信課

- 国家地方警察は、
  - 内閣総理大臣の所轄の下に国家公安委員会および警察官の定員3万人を超えない「国家地方警察隊」を置く。
  - 国家公安委員会は5人の委員、任期は5年、委員の互選により委員長を選任・任期は1年。
  - 事務部局として中央に「国家地方警察本部」を置いて、国家公安委員会が任免する長官を置く。
  - 国家地方警察本部に、総務部・警務部および刑事部を含む5以内の部と、次長1人・部長5人以内などを置く。
  - 全国を6警察管区（札幌・仙台・東京・大阪・広島・福岡）に分けて、地方部局として「警察管区本部」を置いて、本部の長官が任免する警察管区本部長を置く。札幌警察管区本部は札幌市において、北海道を管轄区域とする。
  - 各都道府県には、知事の所轄の下に北海道（都道府県）公安委員会を置いて3人の委員、任期は3年
  - 北海道には下部行政区画により14以内の国家地方警察の本部を置き、その本部の一は札幌市に置く。

- 1948年（昭和23年）1月1日　北海道警察部に「国家地方警察北海道本部」を併置
- 1948年（昭和23年）3月6日　警察法の施行に伴い総理庁内事局は廃止
- 1948年（昭和23年）3月7日　「警察法の施行期日を定める政令」（昭和23年3月6日政令第50号）により警察法が施行
  - 「国家地方警察」および「自治体警察」が発足
  - 「国家地方警察札幌警察管区本部」および「国家地方警察北海道本部」が合同開庁
  - 北海道警察部から国家地方警察北海道本部へ事務が引継がれ、新警察体制に移行
  - 国家地方警察北海道本部分課規程（同年3月7日訓令第1号）を制定して課名や部の編成順序を変更するなどして、国家地方警察の警察管区本部と北海道本部の組織・機構を同一化

- 国家地方警察北海道本部の分課および組織構成（4部10課／昭和23年3月7日現在）
  - 総務部 - 秘書企画課・会計課
  - 警務部 - 人事装備課・教養課
  - 刑事部 - 捜査課・鑑識課・防犯統計課
  - 警備部 - 警備課・交通課・通信課

- 1948年（昭和23年）6月1日　国家地方警察北海道方面本部設置規程（北海道本部訓令第6号）を制定、従前の9方面本部から5方面本部（函館・札幌・旭川・釧路・北見）に集約強化
- 1948年（昭和23年）6月15日　函館水上地区警察署を廃止して函館市警察に移管
- 1948年（昭和23年）12月30日　国家地方警察北海道方面本部設置規程（国家公安委員会規程第12号）を制定
  - 本規程の第1条は「警察法第28条の規定により北海道を5つの方面に分ち、各方面ごとに国家地方警察の本部を置く」とした。
  - 従前の5方面本部の組織構成は4部9課に改編
- 1949年（昭和24年）1月1日　従前の5方面本部は都府県本部と同様の権限を持つ組織に改編。この時点で道本部はわずかの期間で発展的解消し、その事務を警察管区本部に引き継ぐ、5方面本部に「方面警察隊」が発足

各方面警察隊の組織編制（昭和24年1月現在）
- 総務部
  - 秘書企画課、会計課
- 警務部 　 
  - 人事装備課、教養課
- 刑事部 　 
  - 捜査課、鑑識課、防犯統計課
- 警備部 　 
  - 警ら交通課、警備課

- 1949年（昭和24年）8月2日　札幌警察管区本処部務規程（訓令第20号）を改正、新たに通信監制度を採用して、通信課を分課して通信総務課・有線通信課・無線通信課の3課に改編
- 1949年（昭和24年）11月11日　交通課を警ら交通課に改称（外勤警察が警察一部門として初の独立）
- 1951年（昭和26年）6月12日　警察法の一部を改正する法律（法律第233号）が制定
  - 警察法第20条の規定に基づき一つの道公安委員会によって運営管理されていたが、同条第1項に「都府県知事の所轄の下に、一つの都府県公安委員会を置く。北海道には、道知事の所轄の下に、下部行政区画により、道知事の意見を聞いて国家公安委員会の定めるところに従い、14以内の道公安委員会を置く」と改正

　自治体警察を維持してきた人口が5千以上の町村においては、住民投票によって警察を維持しないことができるとされた。これにより北海道においても財政難などの理由から自治体警察を返上する町が続出、当該区域は国家地方警察の管轄に編入されて、わずか2年足らずの間に国家地方警察17地区警察署が新設された。
- 1951年（昭和26年）6月12日 - 9月30日　豊浦・松前・八雲・士別・富良野・深川・名寄・天塩・羽幌・新得・根室の11町の自治体警察が廃止決定

- 1951年（昭和26年）9月1日　国家公安委員会は道知事と協議の上、従前の北海道公安委員会を廃止して新たに各方面本部ごとに公安委員会を置くこととして、札幌・函館・旭川・釧路・北見の各方面公安委員会が発足
  - 地区警察所在地以外の町が警察を返上した際に、できるだけ地区警察署を設置したが、その他の町には警部派出所を設置するなど配慮
- 1951年（昭和26年）10月　八雲・士別・新得の3地区警察署を新設、豊浦町に警部派出所を設置（北海道における国家地方警察初の警部派出所）および地区警察署（国家地方警察）に編入
- 1951年（昭和26年）12月までに福島・美幌・斜里の3町が警察を維持しないことを決定
- 1952年（昭和27年）4月　警備部から通信3課が分離して新設通信部の所属に改編
- 1952年（昭和27年）4月1日　美幌・斜里の2町に地区警察署を新設、福島町に警部派出所を設置
- 1952年（昭和27年）5月19日　「町村の警察維持に関する責任転移の時期の特例に関する法律」が公布・施行
  - 警察を維持しないことを決定した町村のうち、5月31日までに内閣総理大臣から警察維持に関する責任転移の時期繰り上げの承認を得たものは、6月1日に責任転移を行うもので、江別・栗山・栗沢・三笠・森・長万部・広尾・厚岸・遠軽の9町の自治体警察が廃止
- 1952年（昭和27年）6月　江別・栗山・三笠・広尾・厚岸の5町に地区警察署を新設、栗沢・長万部の2町に警部補派出所が設置
- 1952年（昭和27年）12月16日　前記特例法が改正
- 1953年（昭和28年）1月1日　石狩・千歳・砂川・静内・琴似・当別・上磯・木古内・寿都・沼田・美深・本別・芽室の13町の自治体警察が廃止
- 1953年（昭和28年）1月　石狩・千歳・砂川・静内・木古内・沼田・美深の7地区警察署を新設、琴似・当別・上磯・芽室の4町に警部派出所を設置
- 1953年（昭和28年）12月14日　再び前記特例法が改正
- 1954年（昭和29年）1月1日　瀬棚町警察が廃止され、瀬棚地区警察署に編入（住民投票による道内自治体警察の廃止の最後）

国家地方警察は、昭和23年3月に35地区警察署で発足したが、昭和28年1月には51地区警察署となり、自治体警察は78署が45署に減少した。
　
廃止した自治体警察の名称およびその後に編入・新設した国家地方警察地区署の名称など
- 1951年（昭和26年）10月1日（国家地方警察への編入年月日／以下同様）
  - 豊浦町 - 伊達地区署へ編入（警部派出所設置）
  - 松浦町 - 松浦地区署へ編入
  - 八雲町 - 八雲地区署を新設
  - 士別町 - 士別地区署を新設
  - 富良野町 - 富良野地区署へ編入
  - 深川町 - 深川地区署へ編入
  - 名寄町 - 名寄地区署へ編入
  - 天塩町 - 天塩地区署へ編入
  - 羽幌町 - 羽幌地区署へ編入
  - 新得町 - 新得地区署を新設
  - 根室町 - 根室地区署へ編入
- 1952年（昭和27年）4月1日（〃）
  - 福島町 - 松前地区署へ編入（警部派出所設置）
  - 美幌町 - 美幌地区署を新設
  - 斜里町 - 斜里地区署を新設
- 1952年（昭和27年）6月1日（〃）
  - 江別町 - 江別地区署を新設
  - 栗山町 - 栗山地区署を新設
  - 栗沢町 - 岩見沢地区署へ編入（警部補派出所設置）
  - 三笠町 - 三笠地区署を新設
  - 森町 - 森地区署へ編入（警部派出所設置）
  - 長万部町 - 森地区署へ編入（警部補派出所設置）
  - 広尾町 - 広尾地区署を新設
  - 厚岸町 - 厚岸地区署を新設
  - 遠軽町 - 遠軽地区署へ編入
- 1953年（昭和28年）1月1日（〃）
  - 石狩町 - 石狩地区署を新設
  - 千歳町 - 千歳地区署を新設
  - 砂川町 - 砂川地区署を新設
  - 静内町 - 静内地区署を新設
  - 琴似町 - 札幌地区署に編入（警部派出所設置）
  - 当別町 - 札幌地区署に編入（警部派出所設置）
  - 上磯町 - 函館地区署に編入（警部派出所設置）
  - 木古内町 - 木古内地区署を新設
  - 寿都町 - 寿都地区署に編入
  - 沼田町 - 沼田地区署を新設
  - 美幌町 - 美幌地区署を新設
  - 本別町 - 本別地区署に編入
  - 芽室町 - 帯広地区署に編入（警部派出所設置）
- 1954年（昭和29年）1月1日（〃）
  - 瀬棚町 - 瀬棚地区署に編入

敗戦後における警察制度は「国家地方警察」と「自治体警察」の2つに分かれたが、人口5千という町村にまで警察を維持させることは大きな問題があった。特に小規模自治体においては一部勢力者による警察支配の憂慮とともに、警察維持経費や警察力の問題などが論議の中心にあった。しかし、ＧＨＱの方針はこれらの問題に関せずそのままの方針で推し進められた。ところが、全国各地において警察法の改正論が抬頭した。これらの多くは財政的な理由であり、1948年（昭和23年）4月に神戸や大阪で大規模な集団的不法暴力事件が起こり、1949年（昭和24年）5月に衆議院は警備力調整に関する決議を行って、政府に警察法の改正を要望した。また、同年7月には福島県平市で暴徒が警察署を不法占拠した事件が発生して、ついには警察制度に対する国民の関心はようやく高まり、警備力強化の観点から法改正の論議がされるようになったが、ＧＨＱは現状体制で対応可能とした。しかし、1950年（昭和25年）6月の朝鮮騒乱の発生後は日本の平和を確保するためには民主社会における公共福祉の保証に不可欠な勢力の増加は認める意向に傾いた。その後も国民の不安を煽る事件が相次いで発生して、このような情勢下で民主社会の秩序を維持する警察の制度・機構の検討は国民的関心事になった。
- 1951年（昭和26年）5月　警察法の一部を改正する法律（案）を国会に提出
- 1951年（昭和26年）6月　警察法の一部を改正する法律（法律第233号）を公布・施行（概略は次のとおり）
  - 都道府県知事は、治安維持上重大な事案と認めるときは、自治体警察の管轄区域内の事案を国家地方警察に処理させることを都道府県国会公安委員会に要求することができる
  - 町村の自治体警察は住民投票で警察を維持しないことができ、維持しないこととした後に再び維持することができる

自治体警察は漸次廃止の傾向が大勢を占めてきたが、2本建ての警察制度にもようやく批判が高まり、占領中の諸制度改革の一つとして1953年（昭和28年）初頭から治安関係閣僚が検討を開始した。
- 1953年（昭和28年）2月8日　警察法改正要綱を決定して政府に提出（概略は次のとおり）
  - 国家地方警察本部が都道府県警察を統括
  - 都道府県警察長の任免権は国家地方警察本部長官が把握
  - 警察官は国家公務員　　　など国家警察的色彩が濃い内容
- 野党をはじめ全国の知事会・市長会・自治体警察公安委員連絡協議会などからは
  - 警察を指揮監督する大臣がいない
  - 自治体警察の廃止は官僚警察の復活
  - この改正はかつての警察国家への道に通ずる　　などの激しい反対
- 1953年（昭和28年）2月25日　政府はこの要綱を若干修正しただけで法案を決定
- 1953年（昭和28年）2月26日　第15特別国会に法案を提出したが、強硬な反対に会い審議途中で衆議院が解散して法案は廃案
- 1954年（昭和29年）5月15日　法案は衆議院本会議を通過して参議院に送付
  - 審議途中で国会史上空前の乱闘事件が発生して、野党が全員欠席
- 1954年（昭和29年）6月7日　法案が参議院本会議で可決・成立
- 1954年（昭和29年）6月8日　改正警察法（法律第162号）が公布

## 地区警察署／国家地方警察
（昭和29年6月末現在）
札幌方面
- 札幌地区・石狩地区・江別地区・千歳地区・岩見沢地区・栗山地区・三笠地区・砂川地区・滝川地区
- 余市地区・倶知安地区・岩内地区・伊達地区・苫小牧地区・門別地区・静内地区・浦河地区

函館方面
- 函館地区・森地区・八雲地区・木古内地区・松前地区・江差地区・瀬棚地区・寿都地区

旭川方面
- 旭川地区・士別地区・名寄地区・美深地区・富良野地区・深川地区
- 羽幌地区・沼田地区・中頓別地区・稚内地区・天塩地区

釧路方面
- 釧路地区・厚岸地区・根室地区・標津地区・池田地区・本別地区・帯広地区・新得地区・広尾地区

北見方面
- 北見地区・遠軽地区・網走地区・美幌地区・斜里地区・興部地区

1954年（昭和29年）7月1日　改正警察法（法律第162号）施行

## 道内の自治体警察（参考）
（昭和29年6月末現在／44署16市25町）
- 札幌市・小樽市・室蘭市・夕張市・美唄市・岩見沢市・苫小牧市・芦別市・旭川市・留萌市・稚内市・釧路市・帯広市・北見市・網走市・函館市・赤平市・歌志内市
- 豊平町・余市町・滝川町・伊達町・上砂川町・岩内町・浦河町・古平町・虻田町・増毛町・美瑛町・枝幸町・池田町・幕別町・清水町・弟子屈町・紋別町・留辺蘂町・滝ノ上町・津別町・今金町・江差町